# Camarguedeltaet
Camarguedeltaet ligger syd for byen Arles i Sydfrankrig mellem de to arme af Rhônefloden, Grand Rhône og Petit Rhône , der udmunder i Middelhavet. Området er dels sump, dels marskland og er med sine ca. 490 km² Vesteuropas største floddelta. Området er et beskyttet naturområde med over 500 fuglearter. Mest kendt er de store flokke flamingoer. Et areal på 1.930 km² blev i 2004 udpeget til biosfærereservat under UNESCOs Menneske og biosfære-programmet.
I Camargue lever også de halvvilde hvide Camargueheste og det sorte kvæg. Områdets cowboys, gardians, opdrætter kamptyre, der eksporteres til Spanien.
De to største byer i området ud over Arles er Saintes-Maries-de-la-Mer, der ligger ca. 45 km SV for Arles og Aigues-Mortes, der ligger i Camargue-deltaets vestlige hjørne.